# Mattia Pasini
Mattia Pasini (Rimini, 13 de agosto de 1985) é um motociclista italiano. Atualmente disputa a Moto2 nas 600cc pela equipe Italtrans Racing Team.
Em 2006 conquistou duas vitórias. Quando ainda criança, participou de provas de mini-moto pela mesma equipe do falecido piloto, ex-campeão mundial, Marco Simoncelli.